# Kotlik
Kotlik – miasto w Stanach Zjednoczonych, w stanie Alaska, w okręgu Wade Hampton. W mieście znajduje się port lotniczy Kotlik.